# 桑格雷 (蒙大拿州)
桑格雷（英語：Sangrey）是位於美國蒙大拿州希爾縣的普查規定居民點。

## 人口
根據2020年美國人口普查的數據，桑格雷的面積為16.35平方千米，皆為陸地。當地共有人口316人，而人口密度為每平方千米19.33人。